# Кембл, Фанни
Фанни Кембл (англ. Frances Anne "Fanny" Kemble; 27 ноября 1809[…], Лондон — 15 января 1893[…], Лондон) — английская актриса

, писательница и общественная активистка пропагандировавшая повсеместную отмену рабства.

## Биография
Франсес-Анна Кембл родилась 27 ноября 1809 года в Лондоне; ; представительница актёрской семьи Кембл; старшая сестра Аделаиды Кембл. Образование получила во Франции.
26 октября 1829 года, в возрасте 20 лет, Фанни Кембл впервые появилась на сцене в роли Джульетты «Ромео и Джульетта» Уильяма Шекспира в театре Ковент-Гарден. Она играла многие главные роли женщин того времени, в частности Беатриче (Шекспир, «Много шума из ничего») и Леди Тизл (Шеридан, «Школа злословия»). Пожалуй, её самая большая роль, хотя и не главная, была Джулия (Ноулз, «Горбун»), написанная специально для неё.
В 1832 году актриса вместе со своим отцом отправилась в долгосрочное турне по Соединенным Штатам. В 1833 году они находились в Бостоне.
В 1834 году Фанни Кембл вышла замуж за американца Пирса Батлера, владельца плантаций на островах рядом с побережьем штата Джорджия. Они провели зиму 1838—1939 годов на плантациях, где Кембл вела дневник наблюдений. В 1847 году супруги развелись, Фанни занялась театральной деятельностью и гастролировала в главных городах США. Больше замужем она не была.
В 1877 году она вернулась в Англию, жила в Лондоне, занималась общественной деятельностью, дружила с писателем Генри Джеймсом.
Фанни Кембл умерла 15 января 1893 года.

## Память
- В честь Фанни Кембл назван кратер на Венере.
- Её портрет был создан американским художником Томасом Салли.
- В 2000 году в США был выпущен художественный фильм «Рабство: Правдивая история Фанни Кембл» (англ. Enslavement: The True Story of Fanny Kemble).[10]